# Épinoche tachetée
Gasterosteus wheatlandi
Espèce
L’épinoche tachetée (Gasterosteus wheatlandi) est une espèce de petits poissons de la famille des gastérostéidés vivant dans l'Atlantique Ouest : Terre-Neuve, Canada et du Massachusetts aux États-Unis. Il peut atteindre jusqu'à 7,6 cm, mais il fait généralement 3,5 cm.
Il est benthopélagique et anadrome ; on le trouve dans des eaux saumâtres (estuaires, lagunes) et marines (sur les littoraux uniquement).